# Раздольевское сельское поселение (Ленинградская область)
Раздо́льевское се́льское поселе́ние — муниципальное образование в составе Приозерского района Ленинградской области. Административный центр — деревня Раздолье.

## География
Поселение расположено в юго-западной части района.
По территории поселения проходят автомобильные дороги:
- А121 «Сортавала» (Санкт-Петербург — Сортавала — автомобильная дорога Р-21 «Кола»)
- 41А-025 (Ушково — Пятиречье)
- 41К-017 (Пески — Подгорье)
- 41К-158 (Котово — Мичуринское)
- 41К-159 (подъезд к дер. Ягодное)
- 41К-264 (подъезд к дер. Бережок)

Расстояние от административного центра поселения до районного центра — 72 км.

## История
Территория муниципального образования Раздольевское сельское поселение в финский период, до Второй мировой войны, являлась северо-восточной частью волости Валкъярви.
16 ноября 1940 года в составе Раутовского района был образован Нурмиярвский сельсовет.
1 октября 1948 года сельсовет переименован в Борисовский.
9 декабря 1960 года Сосновский район был упразднен, Борисовский сельсовет передан Приозерскому району.
В начале 1970-х годов центр Борисовского сельсовета был перенесён из деревни Борисово в деревню Раздолье.
18 января 1994 года постановлением главы администрации Ленинградской области № 10 «Об изменениях административно-территориального устройства районов Ленинградской области» Борисовский сельсовет, также как и все другие сельсоветы области, преобразован в Борисовскую волость.
1 января 2006 года в соответствии с областным законом № 50-оз от 1 сентября 2004 года «Об установлении границ и наделении соответствующим статусом муниципального образования Приозерский муниципальный район и муниципальных образований в его составе» образовано Раздольевское сельское поселение, в которое вошла территория бывшей Борисовской волости.

## Население
| 2006  | 2010  | 2011  | 2012  | 2013  | 2014  | 2015  |
| ----- | ----- | ----- | ----- | ----- | ----- | ----- |
| 1500  | ↗1532 | ↗1538 | ↗1573 | ↗1612 | ↗1638 | ↗1706 |
| 2016  | 2017  | 2018  | 2019  | 2020  | 2021  | 2023  |
| ↘1671 | ↘1663 | ↘1654 | ↗1701 | ↘1665 | ↘1567 | ↘1557 |
| 2024  |       |       |       |       |       |       |
| ↗1595 |       |       |       |       |       |       |

## Состав сельского поселения
На территории поселения находятся 5 населённых пунктов:
| № | Населённый пункт | Тип населённого пункта          | Население    |
| - | ---------------- | ------------------------------- | ------------ |
| 1 | Бережок          | деревня                         | →43 (2017)   |
| 2 | Борисово         | деревня                         | →105 (2017)  |
| 3 | Крутая Гора      | деревня                         | ↗52 (2017)   |
| 4 | Кучерово         | деревня                         | ↘9 (2017)    |
| 5 | Раздолье         | деревня, административный центр | ↗1454 (2017) |

## Экономика
На территории МО Раздольевское сельское поселение расположены:
- Сельскохозяйственное предприятие — ЗАО «ПЗ „Раздолье“» Основное направление: молочномясное животноводство
- ЗАО «Марекс Групп». Основной вид деятельности: распиловка древесины
- 5 магазинов[22].

## Инфраструктура
- Раздольская средняя общеобразовательная школа на 250 мест
- Детский сад № 19 на 90 мест
- Фельдшерско-акушерский пункт
- МУК Раздольское клубное объединение на 330 мест
- Филиал Сосновской музыкальной школы
- Борисовская сельская библиотека, спортзал
- Общественная баня, парикмахерская, почта[22].